# Reseda lutea
Reseda lutea là một loài thực vật có hoa trong họ Resedaceae. Loài này được L. miêu tả khoa học đầu tiên năm 1753.